# The Listener
The Listener es una serie de televisión canadiense situada en Toronto sobre un joven paramédico llamado Toby Logan (Craig Olejnik) con la capacidad de escuchar lo que piensa la gente.
La serie se estrenó en la CTV, el 3 de junio de 2009. El 18 de agosto de 2014, tras cinco temporadas, CTV anunció la cancelación de la serie.

## Argumento
Toby es un enfermero de emergencias de 25 años de edad que no conocía a su padre y se crio en hogares de acogida. Hasta ahora, Toby ha mantenido en secreto su capacidad de escuchar a la gente y la única persona que sabe su secreto es su consejero y confidente, el Dr Ray Mercer (Colm Feore). Mientras atraviesa la ciudad de Toronto en ambulancia con su compañero Osman "Oz" Bey (Enis Esmer) Toby ayuda a las personas con problemas. Con la ayuda de la inspectora de policía Charlie Marques (Lisa Marcos) y su amiga-pareja-amante ocasional Olivia Fawcett (Mylène Dinh-Robic), una médica de urgencias, Toby se da cuenta de que su don puede servir para ayudar a otra gente.

## Producción
La serie fue producida por Shaftesbury Films de CTV y la CTV Red Secundaria A y fue creada por Michael Amo. El episodio piloto, dirigido por Clemente Virgo. La producción empezó la primavera de 2008. Muchas escenas incluyen tonos de azul en la iluminación o hay objetos azules.

## Reparto y personajes
- Craig Olejnik como Toby Logan.
- Lisa Marcos como inspectora Charlie Marques.
- Enis Esmer como Osman "Oz" Bey.
- Mylène Dinh-Robic como la Doctora Olivia Fawcett.
- Anthony Lemke como Sargento Brian Becker.
- Arnold Pinnock como George Ryder.
- Colm Feore como Ray Mercer.
- Lauren Lee Smith como Michelle McCluskey

## Transmisiones internacionales
- En Estados Unidos la cadena de televisión NBC anunció el 1 de febrero de 2008, un acuerdo para emitir 13 episodios. El programa se distribuye a través de Program Partners, que posee los derechos de los americanos con las ventas de publicidad para Sony Pictures Television. El programa empezó a transmitirse el jueves por la tarde, el junio de 2009, pero fue cancelado después del séptimo episodio a causa de la baja audiencia.
- En Argentina, la serie fue emitida por Fox y ahora transmiten repeticiones.
- En España, los derechos de emisión en abierto pertenecen a Atresmedia que estrenó la primera temporada en la cadena generalista Antena 3, y el resto en las cadenas de TDT, Nitro y Atreseries. El canal de pago Fox Life también ha emitido esta serie al completo.
- En Reino Unido se emitió por FOX
- En México es transmitida por Azteca 7 de TV Azteca y Fox.
- En Colombia la serie se transmite por Fox.
- Actualmente se encuentra en emisión la quinta temporada.
- En Paraguay se emite por TVD Canal 31 y FOX.